# Carl Epting Mundy, Jr.

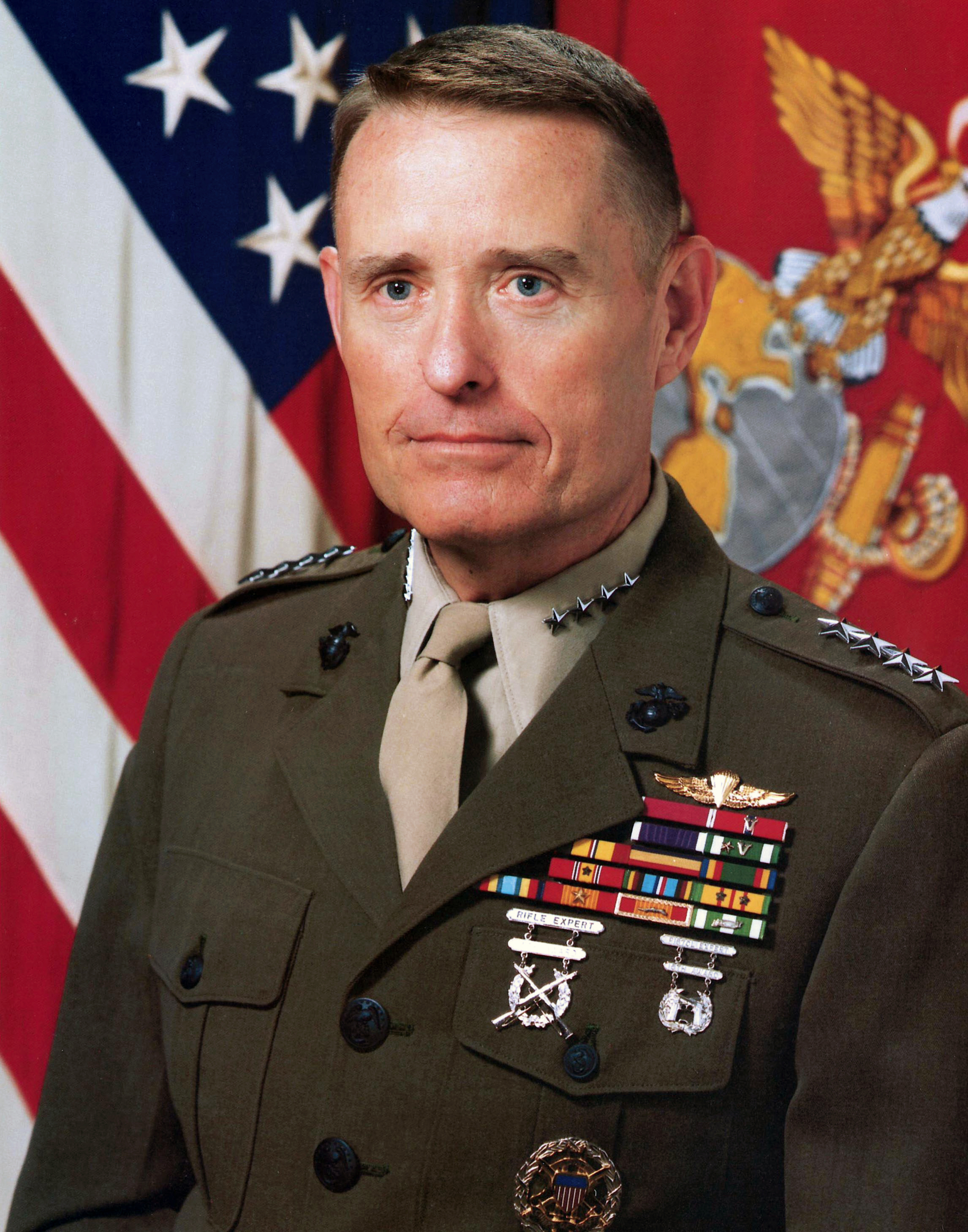
Retrato de Carl Epting Mundy, Jr.

Carl Epting Mundy, Jr. (16 de julio de 1935 - 2 de abril de 2014) fue General del Cuerpo de Marines de los Estados Unidos. Fue el 30.º Comandante del Cuerpo de Marines de los Estados Unidos desde el 1 de julio de 1991 hasta su jubilación el 30 de junio de 1995. También fue miembro del Estado Mayor Conjunto. Nació en Atlanta, Georgia.
Mundy murió de carcinoma de células de Merkel el 2 de abril de 2014 en Alejandría, Virginia. Tenía 78 años. Su hija, Elizabeth Gunter, le sobrevivió.